# Ръцете на Че Гевара
Ръцете на Че Гевара (на нидерландски: De handen van Che Guevara; на испански: Las manos de Che Guevara) е документален филм от 2005 г., създаден от нидерландския режисьор Петер Де Кок.
Във филма се разказва за търсенето на ръцете на аржентинския революционер Че Гевара, които са отрязани след смъртта му, за да не може да бъде идентифициран (през 1967 г. това е можело да стане само с отпечатъци от пръстите). След смъртта му те изчезват, както и самото тяло. През 1997 г. костите му са открити, но ръцете не са намерени в същия гроб и тяхната съдба остава неизвестна, макар да има предположения, че са изпратени в Куба. Филмът се опитва да даде отговор какво е станало с ръцете на Че.